# الإبادة الجماعية لليونانيين البنطيين
كانت الإبادة الجماعية لليونانيين البنطيين، أو الإبادة الجماعية للبنطيين، تدميرًا متعمدًا ومنهجيًا للمجتمع اليوناني الأصلي في منطقة بنطس (شمال شرق تركيا حاليًا) في الإمبراطورية العثمانية خلال الحرب العالمية الأولى وأعقابها.
كان لليونانيين البنطيين وجود دائم في منطقة البنطس منذ 700 قبل الميلاد على الأقل، أي أكثر من 2,500 عام. وكانت هذه المنطقة تحت سيطرة الإمبراطورية العثمانية منذ عام 1461 (منذ الغزو العثماني لإمبراطورية طرابزون).
أدى ظهور فكرة القومية التركية في بداية القرن العشرين إلى زيادة كبيرة في المشاعر المعادية للشعب اليوناني داخل الإمبراطورية العثمانية. وبدأت الإبادة الجماعية عام 1914 على يد نظام تركيا الفتاة الذي قاده الباشوات الثلاث، وبعد توقف قصير في فترة ما بين الحربين عامي 1918-1919، استمرت هذه الإبادة حتى 1923 على يد النظام الكمالي بقيادة مصطفى كمال أتاتورك. أقدمت كلتا هاتين الحركتين القوميتين على ذبح البنطيين وترحيلهم إلى المناطق الداخلية من الأناضول. وأدت هذه الإبادة إلى وفاة ما يزيد على 350,000 شخص، أي ما يقارب نصف عدد الشعب البنطي ما قبل الإبادة الجماعية.
انتهت الإبادة الجماعية بترحيل الناجين إلى اليونان ضمن اتفاقية تبادل السكان بين اليونان وتركيا عام 1923.
تعد الإبادة الجماعية للبنطيين جزءًا من الإبادة الجماعية اليونانية ولكن غالبًا ما تُذكر بشكل منفصل بسبب العزلة الجغرافية لمنطقة البنطس بالإضافة إلى العديد من السمات التاريخية والسياسية الأخرى.

## معلومات أساسية
منذ عام 700 قبل الميلاد، استقر اليونانيون البنطيون بالقرب من الساحل الجنوبي للبحر الأسود في منطقة البنطس، وتمتعوا بثقافة قوية لوجود العديد من الفلاسفة والمؤلفين اليونانيين المهمين. وفي القرن الحادي عشر، بدأ الأتراك بالانتقال إلى وسط الأناضول، تركيا حاليًا، وإلى منطقة البنطس. تعايشت المجموعتان بسلام مع بعضهما البعض في عهد الإمبراطورية البيزنطية (395 ميلادي - 1453).
مع هذا، ومنذ تأسيس الدولة العثمانية (1299 - 1922)، تلقى اليونانيون البنطيون معاملة غير عادلة مقارنة بالمجموعات الاثنية الأخرى لأنهم كانوا أقلية مسيحية. وتمتع العديد من اليونانيين المسيحيين بتعليم جيد ومناصب اقتصادية رفيعة في الإمبراطورية العثمانية، مما أثار استياء المسؤولين العثمانيين. كان ينظر للدين على أنه علامة الولاء في الدولة العثمانية، ولكن معظم البنطيين رفضوا اعتناق الإسلام على الرغم من الضغط العثماني. وبسبب ذلك، اعتبرتهم الدولة العثمانية مصدر تهديد دائم للأمة.
أثرت ثورة حركة تركيا الفتاة تأثيرًا كبيرًا على اليونانيين البنطيين المستقرين في الأناضول. كان أحد الأهداف السياسية لحركة تركيا الفتاة «تتريك» الدولة العثمانية، وكان هدفهم توحيد الشعب التركي من خلال اللغة والتاريخ والثقافة، وجاء ذلك على حساب الأقليات غير التركية في الدولة العثمانية. خشي المسؤولون العثمانيون أن تسبب الأقليات المسيحية، مثل اليونانيين البنطيين، عدم استقرار في الإمبراطورية. ونتيجة لذلك، بدأت حملة عنيفة من الإبادة الجماعية في محاولة لإزالة الأقليات غير التركية من البلاد، بمن فيهم اليونانيين البنطيين.
في الفترة الممتدة بين عامي 1914 و1923، قُتل نحو 353,000 يوناني بنطي وطُرد نحو 1.5 مليونًا. استُخدمت أساليب مختلفة للإبادة الجماعية التي نُفذت على مرحلتين رئيسيتين: مرحلة حركة تركيا الفتاة ومرحلة الحركة الكمالية.

## المرحلة الأولى (1914 - 1918)
واجه اليونانيون أولى حركات القمع في 1913 - 1914 ولكنها بالكاد وصلت إلى منطقة البنطس إذ كانت موجهة في معظمها نحو الأناضول الغربية. بدأت عمليات الترحيل الجماعي في المنطقة عام 1915 في البنطس الغربية وجزء من شرق البلاد، جزءٌ لم يكن الجيش الروسي قد استولى عليه بعد.
اضطهدت الحكومة العثمانية مجتمع اليونانيين البنطيين بوحشية، ولكنها لم تخطط لإبادة واسعة النطاق مماثلة للإبادة الجماعية للأرمن وذلك بسبب عوامل متعددة، إذ كان لليونانيين دولة قومية على عكس الأرمن، لذلك لم ترغب جمعية الاتحاد والترقي التركية في استفزاز أثينا (التي بقيت على الحياد حتى 1917) كي لا تنضم إلى الاتفاق الودي. كان لدى اليونان أيضًا أقلية مسلمة وأمكن بدء حملة مماثلة تجاهها. بالإضافة إلى ذلك، أمكن تصوير الأرمن على أنهم «متمردون»، لكن من الواضح تمامًا أن اليونانيين لم يتمردوا.
على ضوء ذلك، اتبعت حركة تركيا الفتاة أسلوب «المذابح البيضاء»: الترحيل والعمل القسري.
جُند اليونانيون البنطيون (الذين تتراوح أعمارهم بين 18 و48 عامًا) قسرًا في كتائب العمل. وتوفوا بأعداد كبيرة، وبنسب تجاوزت في بعض الأحيان 90%. قدر أحد ضباط الاستخبارات البريطانية، الذي كان محتجزًا لدى الأتراك في الولايات الشرقية بأن «حياة اليوناني في عصبة العمل هي عمومًا شهران». حل نظام تركيا الفتاة بهذه الطريقة مشكلتين بآن واحد؛ استطاعوا نقل معداتهم العسكرية، وبالتالي قتل الرجال البنطيين بطرق غير مباشرة (العمل حتى الموت). كانت إبادة الذكور القادرين على القتال أمرًا أساسيًا في خطط الإبادة الجماعية، فبذلك يجري التخلص من جزء كبير من السكان القادرين على المقاومة.
في يناير 1916، شن الروس حملة عسكرية كبيرة، اخترقوا بها دفاعات الدولة العثمانية وبحلول شهر إبريل كانوا قد استولوا على منطقة كبيرة من شرق البنطس، من بينها ولايتي ريزا وطرابزون. وخلال تراجع العثمانيين، أمر كمال باشا بترحيل اليونانيين الساكنين في القرى. كان الوقت شتاءً والحرارة تقارب الصفر درجة مئوية وتجمد الكثير منهم على الطريق. واصلت السلطات عمليات الترحيل خلال فصلي الربيع والصيف، مما أثر على عشرات القرى في ولاية طرابزون. فر بعض اليونانيين إلى الغابات والجبال المحيطة بهم. جُمعت الكثير من النساء وأُخذن إلى دير فازيلون حيث «انتهكهن الأتراك ثم أقدموا على قتلهن».
ردت الحكومة على الاحتجاجات الغربية على عمليات الترحيل وزعمت أنها أقدمت عليها «لأسباب عسكرية»، واشتكت من التدخل في «شؤونها الداخلية». وعلى الرغم من ذلك، اضُطهد اليونانيون أيضًا في العديد من المناطق التي كانت بعيدة جدًا عن خطوط المواجهة الأمامية. فمثلًا، طُرد سكان منطقة أونيه في ديسمبر 1915. ورُحل السكان اليونانيون في أنيبولو والقرى المحيطة بها - سيدي وباثيري وأتسيدونو وكاراكا وأسكورداسي - في يونيو 1916.
أرسل القنصل الألماني إم. خوكوف في 16 يوليو 1916 برقية من مدينة سامسون قال فيها: «خضع جميع السكان اليونانيين في مدينة سينوب والمنطقة الساحلية من مقاطعة كاستانومو للنفي (...) إن مصطلحي الإفناء والترحيل يحملان نفس المعنى في اللغة التركية، ففي معظم الحالات، أولئك الذين لم يُقتلوا، سقطوا ضحية للأمراض أو للتجويع».
نشرت دورية نيويورك تايمز في 21 أغسطس 1916 برقية خاصة مفادها أن السلطات التركية في مناطق البحر الأسود «تقبض على المدنيين في عدد كبير من القرى وترسلهم على دفعات إلى معسكرات الاعتقال في المناطق الداخلية، مما يعني عمليًا الحكم عليهم بالموت، لأنهم يجبرون على المضي قدمًا راجلين وبأعداد كبيرة، ودون أي طعام. وفي الطريق يهاجم الأتراك هذه القوافل المثيرة للشفقة، ويسلبونهم ما بحوزتهم، وتحرم الأمهات التعيسات من أبنائهن. وقد جعل هذا الأمر عمليات الترحيل تحدث على نطاق واسع».

## مرحلة ما بين الحربين (1918- 1919)
بعد الحرب العالمية الأولى، وقعت الإمبراطورية العثمانية وبريطانيا العظمى هدنة موردوس. وبموجب هذه الهدنة، سُمح لليونانيين الناجين من الحرب بالعودة إلى منازلهم في الأناضول. لكن معظم هذه البيوت قد تدمرت ولم يعد من الآمن البقاء فيها. سمحت أيضًا هذه الهدنة لليونان بغزو تركيا إذا دعت الحاجة إلى حماية اليونانيين في الأناضول. لهذا السبب، قدمت القوات اليونانية إلى مدينة سميرنا في 15 مايو عام 1919 وبدأت الحرب اليونانية التركية الثانية.